# Hercs Franks
Hercs Franks ou Herz Frank (né Gercels Franks le 17 janvier 1926 à Ludza en Lettonie et mort le 3 mars 2013 à Jérusalem), est un réalisateur, scénariste et journaliste letton et israélien principalement spécialisé dans le tournage des films documentaires. Le quotidien Libération le désigne comme le plus accomplis de tous les cinéastes du genre documentaire des pays baltes.

## Biographie
Herz Frank naît dans une famille juive de Ludza. Son père Wulf Frank (1890-1963) est photographe, l'un des premiers pratiquant cet art à Ludza. Diplômé de l'Institut juridique de Sverdlovsk en 1947, le jeune Franks devient conférencier et journaliste. De retour à Riga en 1955, il collabore avec les journaux Padomju Jaunatne et Rīgas Balss. En 1959, Franks travaille à l'atelier de photographie de Riga Film Studio. Il entame également une carrière de scénariste, en écrivant notamment le scénario du film Baltie zvani de Ivars Kraulītis (1962) ou celui coécrit avec Imants Ziedonis pour Reportage de l'année (Gada reportāža, 1965) de Aivars Freimanis. En 1965, il débute comme réalisateur avec le court métrage Le Pain salé et, par la suite, réalise plusieurs dizaines de films.
Avec Aloizs Brenčs, il réalise un film documentaire Sans Légendes (1968) au Studio de Chroniques Documentaires de Kouïbychev. Le film oppose le portrait arrangé du héros de production socialiste, créé par la propagande officielle, et l'histoire vraie d'un homme.
En 1989, il réalise un documentaire Il était une fois les sept frères Siméon, l'histoire de l'ensemble musical Sept Siméons organisé par les frères Ovetchkine impliqués dans la tentative de détournement du vol Aeroflot 3739.
Expatrié en Israël en 1992, il continue de travailler, en effectuant de fréquents séjours en Lettonie. Il publie deux livres et plus de 150 articles dans les journaux en Lettonie et ailleurs. Il est membre de jury de plusieurs festivals et donne des cours de maître. En 2012, l'administration de Ludzas novads lui attribue le titre de citoyen d'honneur.
Hercs Franks meurt à Jérusalem le 3 mars 2013. Son court métrage Dix minutes de vie est inclus dans le Canon culturel letton.

## Distinctions
- 1965 - prix d'État de l'URSS pour le film Gada reportāža
- 2001 - prix pour l'ensemble de l’œuvre au festival du film letton Lielais Kristaps
- 2002 - Nika
- 2011 - croix de commandeur de l'ordre des Trois Étoiles

## Filmographie
Réalisateur
- 1965 : Pain salé (Sāļā maize) court métrage (18 min)
- 1965 : Au déjeuner (Pusdienā)
- 1966 : Chronique d'une bourgade (Mazpilsētas hronika), court métrage
- 1967 : Sans légendes (Bez leģendām)
- 1971 : Ton jour de salaire (Tava algas diena)
- 1972 : Vie (Mūžs)
- 1973 : Centaure (Kentaurs) réalisé avec Ansis Epners
- 1974 : Joie de vivre (Esības prieks)
- 1975 : Zone interdite (Aizliegtā zona)
- 1975 : Diagnosis (Диагноз)
- 1976 : Maija Tabaka (Nostāsti. Maija Tabaka)
- 1978 : Dix minutes de vie (Par 10 minūtēm vecāks)
- 1979 : L'Éveil (Atmoda)
- 1980 : La dernière fête d'Edgars Kauliņš (Edgara Kauliņa pēdējie svētki)
- 1983 : La Douleur de l'autre (Чужая Боль)
- 1984 : Jusqu'à la frontière dangereuse (Līdz bīstamai robežai)
- 1987 : Jugement suprême (Augstākā tiesa)
- 1989 : Il était une fois les sept frères Siméon (Reiz dzīvoja septiņi Simeoni)
- 1989 : The Song of Songs (Augstā dziesma)
- 1992 : Rue des Juifs (Ebreju iela)
- 1998 : Mur de lamentation (Raudu mūris)
- 2001 : La Vierge à l'Enfant (Madonna ar bērnu)
- 2003 : Flashback (Flashback)
- 2004 : Chère Juliette (Dārgā Džuljeta)
- 2006 : Grand vendredi (Lielā Piektdiena)
- 2008 : Éternel essai (Mūžīgais mēģinājums)
- 2014 : Au-delà de la peur (Beyond The Fear)

Scénariste
- 1962 : Les Cloches blanches (Baltie zvani) court métrage (24 min) d'Ivars Kraulītis
- 1963 : Toi et moi (Tu un es) d'Aloizs Brenčs
- 1963 : Sur la piste (Uz trases) de Rostislavs Gorjajevs
- 1965 : Reportage de l'année (Gada reportāža) d'Aivars Freimanis et Ivars Seleckis
- 1967 : 235 millions (235 miljoni) d'Uldis Brauns